# Socialistisk Folkeoplysningsforbund
Socialistisk Folkeoplysningsforbund, SFOF, (tidigare Socialistisk Folkepartis Oplysningsforbund) är ett danskt studie- och upplysningsförbund som bildades 1972 av Socialistisk Folkeparti. Liksom moderpartiet baserar sig förbundets värdegrundlag på socialismen. Förbundet är inte landstäckande och uppfyller en funktion som paraplyorganisation för flera mindre och lokala gräsrotsaktiviteter. Förbundet ingår i den nordiska sammanslutningen av socialistiska studieförbund, NSFOF (Nordic Socialist Adult Education Organisation), samt i paraplyorganisationen Dansk Folkeoplysnings Samråd.